# Общество рудников Дубовой балки

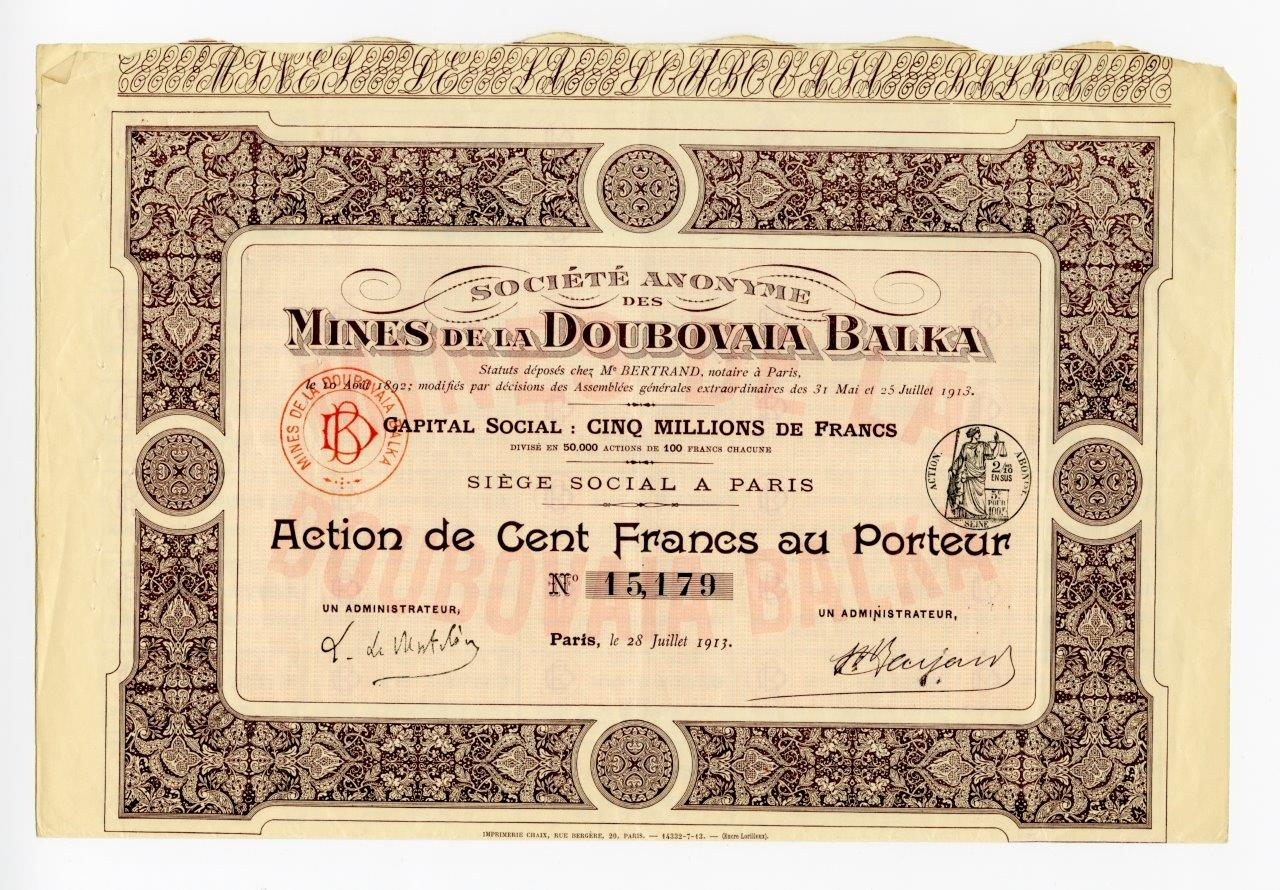
Акция в 100 французских франков на предъявителя Общества Рудников Дубовой Балки с основным капиталом в 5 млн. фр. Париж, 1913 г.

Французское акционерное Общество рудников Дубовой балки было зарегистрировано в Париже 10 августа 1892 г. спустя четверть века после того, как известный археолог, предприниматель, писатель, общественный деятель юга России А. Н. Поль  во время археологических исследований в Дубовой балке близ Кривого Рога Александрийского уезда Херсонской губернии нашел железную руду.
В 1872 г. титулярный советник Поль выкупил считавшиеся бесперспективными из-за непригодности к возделыванию, но оказавшиеся богатыми рудой земли Большой и Малой Дубовой балки у местного помещика Л. О. Шмакова.
В 1873 г. он организует Общество Криворожских железных руд, которое дало начало «правильному добыванию Криворожских руд и процветанию местечка». Основная разведка районов залегания руд была фактически завершена в 1874 г. Тогда же был составлен геологический план и разрезы Криворожской котловины с нанесением залежей железной руды.
Из донесения Поля пайщикам созданной им компании:
«В руднике «Саксаганский», что в Дубовой балке, за 1881 г. добыты 555 тыс. пуд. руды. Цена за пуд составляла 2 копейки. Руду покупает лишь одно «Новороссийское общество Юза». Основной и единственный вид доставки – кони и волы. Расстояние от Кривого Рога до завода свыше 400 верст. Для покрытия долгов продавать у меня уже нечего».
В 1883 г. на руднике «Саксаганский» сотней рабочих были добыты 1,5 миллиона пуд. руды. На Новороссийском заводе успешно прошла пробная плавка криворожских руд, которая дала «блестящий результат». До открытия Криворожской железной дороги добытая руда практически никуда не отправлялась, а складировалась. Так, в 1881–83 годах из Кривбасса было вывезено 83 тысячи пудов, а в год открытия движения по Криворожской железной дороге – 2,1 млн. пуд. железной руды.
В 1891 г., после смерти Поля, участок Дубовой балки был куплен с торгов за 250 тыс. руб. «Французским Акционерным Обществом», которое в 1892 г. и получило свое окончательное название "Общество рудников Дубовой балки".
В Указе "О предоставлении французскому Обществу рудников Дубовой Балки открыть свою деятельность в России говорится:

Комитет Министров, рассмотрев представление Министра Государственных Имуществ о допущении французского акционерного общества рудников «Дубовой Балки» к деятельности в России, полагал: разрешить образовавшемуся в Париже, на основании действующих во Франции законов акционерному обществу под названием: «общество рудников Дубовой Балки», приступить в России к предположенной в устав сего общества горнопромышленной деятельности
В 1910 г. согласно сводок Акционерного Комитета  Совета съездов горнопромышленников юга России добыча руды обществом Дубовой балки составила 28,26 млн. пуд.